# جاك فلمنج
جاك فلمنج (بالإنجليزية: Jack Fleming) هو معلق رياضي أمريكي، ولد في 3 فبراير 1924 في مورغانتاون في الولايات المتحدة، وتوفي في 3 يناير 2001 في بيتسبرغ في الولايات المتحدة.